# Kevin Holland
Kevin Holland (Riverside, 5 de novembro de 1992) é um lutador de artes marciais mistas americano. Compete no Ultimate Fighting Championship (UFC) na Categoria Peso médio.

## Início
Nascido em Riverside, California e criado em Rancho Cucamonga, Holland começou a treinar artes marciais aos 16 anos de idade e se inspirava em Georges St.Pierre. Ele se apaixonou pelo UFC após assistir o UFC 100 pela primeira vez quando visitava seu pai em Philadelphia.

## Carreira no MMA

### Ultimate Fighting Championship
Holland fez sua estreia no UFC em 4 de Agosto de 2018 contra Thiago Santos no UFC 227: Dillashaw vs. Garbrandt 2 Ele perdeu por decisão unânime.
Sua próxima luta veio em 24 de Novembro de 2018 no UFC Fight Night: Blaydes vs. Ngannou 2 contra John Phillips. Ele venceu por finalização com um mata leão no terceiro round.
Holland enfrentou Gerald Meerschaert em 30 de março de 2019 no UFC on ESPN: Barboza vs. Gaethje. Ele venceu por decisão dividida.
Holland enfrentou Alessio Di Chirico em 22 de junho de 2019 no UFC Fight Night: Moicano vs. Korean Zombie. Ele venceu por decisão unânime.
Holland enfrentou Brendan Allen em 18 de Outubro de 2019 no UFC on ESPN: Reyes vs. Weidman. Ele perdeu por finalização no segundo round.

## Cartel no MMA
| Cartel no MMA   |             |            |
| 29 lutas        | 22 vitórias | 7 derrotas |
| Por nocaute     | 11          | 0          |
| Por finalização | 7           | 2          |
| Por decisão     | 4           | 5          |

| Res.    | Cartel    | Oponente             | Método                                  | Evento                                     | Data       | Round | Tempo | Local                       | Notas                                                                             |
| ------- | --------- | -------------------- | --------------------------------------- | ------------------------------------------ | ---------- | ----- | ----- | --------------------------- | --------------------------------------------------------------------------------- |
| Derrota | 25-11 (1) | Michael Page         | Decisão (unânime)                       | UFC 299: O'Malley vs. Vera 2               | 09/03/2024 | 3     | 5:00  | Miami, Flórida              |                                                                                   |
| Derrota | 25-10 (1) | Jack Della Maddalena | Decisão (dividida)                      | UFC Fight Night: Grasso vs. Shevchenko 2   | 16/09/2023 | 3     | 5:00  | Paradise, Nevada            |                                                                                   |
| Vitória | 25-9 (1)  | Michael Chiesa       | Finalização (estrangulamento d'arce)    | UFC 291: Poirier vs. Gaethje 2             | 29/07/2023 | 1     | 2:39  | Salt Lake City, Utah        | Performance da Noite.                                                             |
| Vitória | 24-9 (1)  | Santiago Ponzinibbio | Nocaute (soco)                          | UFC 287: Pereira vs. Adesanya 2            | 08/04/2023 | 3     | 3:16  | Miami, Flórida              |                                                                                   |
| Derrota | 23-9 (1)  | Stephen Thompson     | Nocaute Técnico (interrupção do córner) | UFC on ESPN: Thompson vs. Holland          | 03/12/2022 | 4     | 5:00  | Orlando, Flórida            | Luta da Noite.                                                                    |
| Derrota | 23-8 (1)  | Khamzat Chimaev      | Finalização (estrangulamento d'arce)    | UFC 279: Diaz vs. Ferguson                 | 10/09/2022 | 1     | 2:13  | Las Vegas, Nevada           | Luta em Peso Casado.                                                              |
| Vitória | 23-7 (1)  | Tim Means            | Finalização (estrangulamento d'arce)    | UFC on ESPM: Kattar vs. Emmett             | 18/06/2022 | 2     | 1:28  | Austin, Texas               | Performance da Noite.                                                             |
| Vitória | 22-7 (1)  | Alex Oliveira        | Nocaute Técnico (cotoveladas)           | UFC 272: Covington vs. Masvidal            | 05/03/2022 | 2     | 0:38  | Las Vegas, Nevada           | Regresso aos Meio Médios; Performance da Noite.                                   |
| NC      | 21-7 (1)  | Kyle Daukaus         | Sem Resultado (cabeçada acidental)      | UFC Fight Night: Santos vs. Walker         | 02/09/2021 | 1     | 3:43  | Las Vegas, Nevada           | A luta ficou sem resultado devido a uma cabeçada acidental de ambos os lutadores. |
| Derrota | 21-7      | Marvin Vettori       | Decisão (unânime)                       | UFC on ABC: Vettori vs. Holland            | 10/04/2021 | 5     | 5:00  | Las Vegas, Nevada           |                                                                                   |
| Derrota | 21-6      | Derek Brunson        | Decisão (unânime)                       | UFC on ESPN: Brunson vs. Holland           | 20/03/2021 | 5     | 5:00  | Las Vegas, Nevada           |                                                                                   |
| Vitória | 21-5      | Ronaldo Souza        | Nocaute (socos)                         | UFC 256: Figueiredo vs. Moreno             | 12/12/2020 | 1     | 1:45  | Las Vegas, Nevada           | Performance da Noite.                                                             |
| Vitória | 20-5      | Charlie Ontiveros    | Finalização (verbal)                    | UFC Fight Night: Hall vs. Silva            | 31/10/2020 | 1     | 2:39  | Las Vegas, Nevada           | Performance da Noite.                                                             |
| Vitória | 19-5      | Darren Stewart       | Decisão (dividida)                      | UFC Fight Night: Covington vs. Woodley     | 19/09/2020 | 3     | 5:00  | Las Vegas, Nevada           |                                                                                   |
| Vitória | 18-5      | Joaquin Buckley      | Nocaute (soco)                          | UFC Fight Night: Lewis vs. Oleinik         | 08/08/2020 | 3     | 0:32  | Las Vegas, Nevada           | Performance da Noite.                                                             |
| Vitória | 17-5      | Anthony Hernandez    | Nocaute Técnico (socos)                 | UFC on ESPN: Overeem vs. Harris            | 16/05/2020 | 1     | 0:39  | Jacksonville, Flórida       |                                                                                   |
| Derrota | 16-5      | Brendan Allen        | Finalização (mata leão)                 | UFC on ESPN: Reyes vs. Weidman             | 18/10/2019 | 2     | 3:38  | Boston, Massachusetts       |                                                                                   |
| Vitória | 16-4      | Alessio Di Chirico   | Decisão (unânime)                       | UFC Fight Night: Moicano vs. Korean Zombie | 22/06/2019 | 3     | 5:00  | Greenville, Carolina do Sul |                                                                                   |
| Vitória | 15-4      | Gerald Meerschaert   | Decisão (dividida)                      | UFC on ESPN: Barboza vs. Gaethje           | 30/03/2019 | 3     | 5:00  | Philadelphia, Pennsylvania  |                                                                                   |
| Vitória | 14-4      | John Phillips        | Finalização (mata leão)                 | UFC Fight Night: Blaydes vs. Ngannou 2     | 24/11/2018 | 3     | 4:05  | Beijing                     |                                                                                   |
| Derrota | 13-4      | Thiago Santos        | Decisão (unânime)                       | UFC 227: Dillashaw vs. Garbrandt           | 04/08/2018 | 3     | 5:00  | Los Angeles, California     | Estreia no UFC.                                                                   |
| Vitória | 13-3      | Will Santiago Jr.    | Decisão (unânime)                       | Dana White's Contender Series 9            | 12/06/2018 | 3     | 5:00  | Las Vegas, Nevada           |                                                                                   |
| Vitória | 12-3      | Teagan Dooley        | Finalização (triângulo)                 | Bellator 195                               | 02/03/2018 | 1     | 2:59  | Thackerville, Oklahoma      |                                                                                   |
| Vitória | 11-3      | Hayward Charles      | Nocaute Técnico (socos)                 | Xtreme Knockout 39                         | 06/01/2018 | 3     | 3:34  | Dallas, Texas               | Defendeu o cinturão peso médio do XKO.                                            |
| Vitória | 10-3      | Grady Hurley         | Nocaute Técnico (joelhada e socos)      | LFA 21                                     | 01/09/2017 | 1     | 1:24  | Branson, Missouri           |                                                                                   |
| Derrota | 9-3       | Curtis Millender     | Decisão (unânime)                       | LFA 13                                     | 02/06/2017 | 3     | 5:00  | Burbank, California         | Luta nos Meio Médios.                                                             |
| Vitória | 9-2       | David Gomez          | Nocaute Técnico (socos)                 | KOTC: Supernova                            | 18/03/2017 | 1     | 3:34  | Ontario, California         | Volta aos Médios.                                                                 |
| Vitória | 8-2       | Geoff Neal           | Nocaute Técnico (socos)                 | Xtreme Knockout 34                         | 28/01/2017 | 3     | 3:50  | Dallas, Texas               | Ganhou o cinturão meio médio do XKO.                                              |
| Vitória | 7-2       | Jose Alfredo Leija   | Finalização (mata leão)                 | Xtreme Knockout 33                         | 05/11/2016 | 1     | 4:03  | Dallas, Texas               | Ganhou o cinturão peso médio do XKO.                                              |
| Vitória | 6-2       | Sam Liera            | Finalização (guilhotina)                | KOTC: Martial Law                          | 18/09/2016 | 2     | 4:23  | Ontario, California         | Luta nos Meio médios.                                                             |
| Vitória | 5-2       | Sam Liera            | Nocaute Técnico (socos)                 | KOTC: Night of Champions                   | 05/03/2016 | 2     | 2:56  | Ontario, California         | Luta nosl meio médios.                                                            |
| Derrota | 4-2       | Rafael Lovato Jr.    | Finalização (mata leão)                 | Legacy Fighting Championship 46            | 02/10/2015 | 1     | 1:24  | Allen, Texas                | Estréia nos Médios.                                                               |
| Derrota | 4-1       | Ramil Mustapaev      | Decisão (unânime)                       | Key City Chaos 2                           | 15/08/2015 | 3     | 5:00  | Abilene, Texas              | Luta no peso casado (175 lbs).                                                    |
| Vitória | 4-0       | Victor Reyna         | Finalização (guilhotina)                | Xtreme Knockout 26                         | 27/06/2015 | 1     | 3:44  | Dallas, Texas               |                                                                                   |
| Vitória | 3-0       | Aaron Reves          | Finalização (mata leão)                 | Kickass Productions: Border Wars           | 29/05/2015 | 1     | 0:22  | Laredo, Texas               | Luta no peso casado (174 lbs) bout; Holland não bateu o peso.                     |
| Vitória | 2-0       | Jason Perrotta       | Nocaute Técnico (socos)                 | Genesis Combat Sports 3                    | 25/04/2015 | 1     | 1:36  | Lubbock, Texas              | Luta no peso casado (195 lbs).                                                    |
| Vitória | 1-0       | Marcos Ayub          | Nocaute Técnico (socos)                 | Xtreme Knockout 25                         | 28/03/2015 | 1     | 1:54  | Arlington, Texas            |                                                                                   |